# Bundesautobahn 103
Pour les articles homonymes, voir A103.
La Bundesautobahn 103 (ou BAB 103, A103 ou Autobahn 103) est une autoroute située à Berlin. Elle mesure 5 kilomètres.